# Nothobranchius korthausae
Nothobranchius korthausae är en fiskart som beskrevs av Meinken, 1973. Nothobranchius korthausae ingår i släktet Nothobranchius och familjen Nothobranchiidae. IUCN kategoriserar arten globalt som sårbar. Inga underarter finns listade i Catalogue of Life.